# Sirga
Sirga é uma fazenda situada às margens do Rio de Janeiro, afluente do rio São Francisco, no município de Três Marias, de onde João Guimarães Rosa partiu em uma viagem pelo sertão das Minas Gerais, o que posteriormente lhe serviu de inspiração para a criação de Grande Sertão: Veredas. Na referida viagem, o autor acompanhou vaqueiros, como o Manuelzão, que transportavam uma boiada até a fazenda de um primo de Rosa em Sete Lagoas.